# Mtsara
Mtsara (en georgiano: მწარა; en abjasio: Мҵара; en armenio: Մծարա) es un pueblo que pertenece a la parcialmente reconocida República de Abjasia, parte del distrito de Gudauta, aunque de iure pertenece al municipio de Gudauta de la República Autónoma de Abjasia de Georgia.

## Geografía
Mtsara está situado a 13 km al noreste de Gudauta. Limita con los terrenos montañosos de los montes de Bzypi en el norte, Aatsi en el oeste; Anujva por el este y Primorskoye hacia el sur. Los pueblos más cercanos a la montaña tradicionalmente tienen el nombre de Zemo Mtsara, y los pueblos de las tierras bajas, Kvemo Mtsara.

## Historia
Mtsara fue golpeada durante el Muhayir o genocidio circasiano en la segunda mitad del siglo XIX, al igual que otros pueblos de la zona (aunque en Mtsara mucho más que en más que otros lugares). Toda la población local de Abjasia se vio obligada a emigrar al Imperio otomano y el pueblo estuvo completamente desierto durante varios años. La mayoría de los abjasios expulsados se establecieron en el oeste de Turquía en la provincia de Düzce en el distrito de Merkez, y aquí fundaron la aldea de Mtsara (en turco: Güven). Sin embargo, no fue hasta 1879 que los primeros colonos armenios de la provincia de Samsun se mudaron a Mtsara, y dos años más tarde la aldea se restableció oficialmente. Así, Mtsara se convirtió así en el primer pueblo puramente armenio en Abjasia.
En la segunda mitad del siglo XX, los griegos pónticos que regresaron a Abjasia, que habían sido desalojados por la fuerza durante la represión de Stalin, también se instalaron en Kvemo Mtsara. El cultivo del tabaco se desarrolló durante el período soviético.
En 2004, se celebró en Abjasia el 125 aniversario de la aldea armenia de Mtsara.

## Demografía
La evolución demográfica de Mtsara entre 1886 y 2011 fue la siguiente:
| 499                                                 | 1269 | 1273 | 793 | 383 |
| (Fuente: Population of Abkhazia since Soviet times) |      |      |     |     |

La población ha ido disminuyendo constantemente desde la década de 1960, conservando aun así una gran mayoría armenia.
|              | 2011      | 2011       |
| Grupo étnico | Población | Porcentaje |
| ------------ | --------- | ---------- |
| Georgianos   | 0         | 0%         |
| Abjasios     | 29        | 7,6%       |
| Rusos        | 15        | 3,9%       |
| Ucranianos   | 1         | 0,3%       |
| Armenios     | 337       | 88%        |
| Griegos      | 2         | 0,5%       |
| Total        | 383       | 100%       |